# Carisseae
Carisseae, tribus grmova i manjeg drveća iz porodice zimzelenovki (Apocynaceae). Sastoji se od dva roda, to su karisa (Carissa) iz Afrike, južnih dijelova Azije i Australije i akokantera (Acokanthera) s juga Afrike.
Tribus je opisan 1829.

## Rodovi
1. Acokanthera G.Don
2. Carissa L.